# كارتشل (كوشك)
كارتشل (بالفارسية: کرچل) هي منطقة سكنية تقع في إيران في قسم كوشك الريفي.